# Narcopolis
Narcopolis è un romanzo di Jeet Thayil del 2012. Il romanzo ha partecipato alla selezione finale del Booker Prize.
Si tratta di un romanzo sull'oppio e i suoi effetti ambientato nella Bombay del 1970. Il romanzo è stato paragonato a La scimmia sulla schiena di William Burroughs e Le confessioni di un mangiatore d'oppio di Thomas de Quincey.

## Edizioni
- Jeet Thayil, Narcopolis, traduzione di Vincenzo Mingiardi, Vicenza, Neri Pozza, 2012, ISBN 978-88-545-0511-7.